# Arena Corinthians
Arena Corinthians je višenamjenski stadion u São Paulu, Brazil. Stadion je novo zdanje građen za Svjetsko nogometno prvenstvo u Brazilu 2014. godine. Nogometni klub Corinthians je vlasnik ovog stadiona koji ima kapacitet 68.000 gledatelja. Otvorenje Svjetskog prvenstva u Brazilu je 12. lipnja 2014. između Brazila i Hrvatske na ovom stadionu.

## Vanjske poveznice
- (port.) Službena stranica stadiona